# 파벨 다추크
파벨 발레리예비치 다추크(러시아어: Па́вел Вале́рьевич Дацю́к, 러시아어 발음: [ˈpavʲɪl vɐˈlʲerʲjɪvʲɪtɕ dɐˈtsuk], 1978년 7월 20일~)는 러시아의 전직 아이스하키 선수로 포지션은 센터이다. 2001년부터 2016년까지 내셔널 하키 리그(NHL)의 디트로이트 레드윙스에서 뛰었으며, 2017년에 1년 이내에 NHL에서 활동한 선수로는 유일하게 "위대한 NHL 선수 100인" 중 한 사람으로 선정되었다. 이후 러시아로 돌아와 콘티넨탈 하키 리그(KHL)의 팀인 SKA 상트페테르부르크와 압토모빌리스트 예카테린부르크에서 활동한 후 2021년에 은퇴하였다.
2002년과 2008년에 디트로이트 소속으로 스탠리 컵에서 우승을 차지했으며, 2017년에는 SKA 상트페테르부르크의 일원으로서 가가린 컵 우승을 차지했다. 2007–08, 2008–09, 2009–10 NHL 시즌에 리그 최고의 수비형 공격수상인 프랭크 J. 셀키 트로피를 수상했으며, 2006년부터 2009년까지 4회 연속으로 NHL 페어플레이상인 레이디 빙 메모리얼 트로피를 수상했다. 또한 2008–09 시즌에 NHL 최우수 선수상인 하트 메모리얼 트로피 수상 후보로 지명되기도 했다.
국제 대회에서 러시아 국가대표팀 소속으로 활동하였으며, 2002년 동계 올림픽에서 동메달을 획득하였고, 세계 아이스하키 선수권 대회에 7회 참가하여 우승 1회, 준우승 1회를 기록했다. 그리고 2018년 동계 올림픽에서 금메달을 획득하며 트리플 골드 클럽에 가입했다.